# Cleptornis marchei
El anteojitos dorado (Cleptornis marchei) es una especie de ave paseriforme perteneciente a la familia Zosteropidae. Es la única especie del género Cleptornis. En el pasado se consideró que era un melífágidos de la familia Meliphagidae y aunque ahora se sabe que pertenece a la familia de Zosteropidae su posición en ella todavía es incierta. La distribución de la especie se restringe a las islas Saipán y Aguijan, en las islas Marianas del Norte, donde coincide y compite con su pariente el anteojitos embridado. Como su nombre indica el anteojito dorado tiene el plumaje dorado y un anillo ocular claro. Se alimenta de insectos, frutos y néctar, que busca en parejas o pequeños grupos. Este pájaro es monógamo y sus hembras ponen dos huevos en pequeños nidos en forma de cuenco. 
El registro fósil muestra que el anteojito dorado también ocupaba las islas de Tinian y Rota pero desapareció de esos emplazamientos a causa de las actividades humanas. A pesar de su actual abundancia en Saipán y Aguijan, de hecho registra una de las mayores densidades de población de todas las aves, sin embargo se considera que está en peligro crítico. Lo amenaza la invasión de la serpiente arbórea marrón, que recientemente se ha establecido en Saipán, y se espera que este depredador cause un rápido descenso de la población si no se consigue controlar. Se están llevando a cabo iniciativas para controlar a las serpientes y programas de cría de anteojitos en los zoos.

## Taxonomía
En el pasado se denominaba a la especie pájaro miel dorado,  y se consideraba que pertenecía a la familia (Meliphagidae). Fue ubicado en el género Ptilotis por el naturalista francés Émile Oustalet cuando describió a la especie en 1889 (ese género ahora está obsoleto y en desuso). Posteriormente fue trasladado al género Cleptornis, que había sido establecido provisionalmente por Oustalet para el caso en que se demostrara que la especie era distinta. Algunas características morfológicas y de comportamiento llevaron al ornitólogo estadounidense Harold Douglas Pratt, Jr. a sugerir en 1987 que estaba emparentado con los anteojitos. Estudios posteriores han apoyado la idea de que esta especie pertenece a la familia de los anteojitos. Probablemente esté más cercanamente emparentado con los anteojitos de Micronesia del género Rukia, o el género monotípico Apalopteron del anteojitos de las Bonin, que son otras especies que una vez fueron situadas entre los melifágidos y posteriormente trasladadas con los anteojitos. El anteojitos dorado tiene la décima pluma primaria larga, a diferencia de los demás anteojitos cuyas primarias son reducidas o están ausentes, lo que indica la posibilidad alternativa de que proceda de los anteojitos basales.
El nombre de su género, Cleptornis, deriva de los términos griegos kleptes, ladrón, y ornis, ave. No hace referencia a ningún aspecto del comportamiento del anteojitos dorado, sino al antiguo nombre francés de las islas Marianas, les Îles des Voleurs, las islas de los ladrones. El nombre específico, marchei, refiere al explorador y escritor francés Antoine-Alfred Marche, que proporcionó el espécimen original.

## Distribución y hábitat

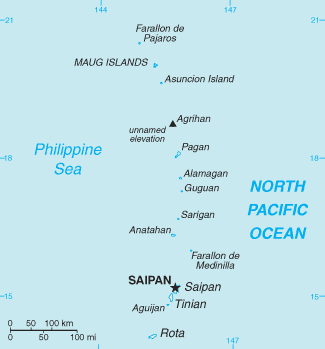
El anteojitos dorado ocupa las islas de Saipán y Aguijan en las islas Marianas del Norte.

El anteojitos dorado es endémico de las islas Marianas del Norte, en el océano Pacífico occidental. Actualmente se encuentra en las islas de Saipán y Aguijan. En su área de distribución ocupa varios hábitats, tanto naturales como modificados por el hombre. Es común en los bosques nativos, especialmente que los bosques calizos, aunque también se encuentra en las zonas de matorral abiertas y áreas suburbanas. En Saipán el único hábitats en el que no está presente son las marismas alrededor del lago Susupe y las sabanas.

## Descripción
El anteojitos dorado se diferencia del resto de anteojitos en que tiene los ojos grandes y la pluma primaria más exterior no está reducida (como en el resto de especies). Es un anteojito de gran tamaño, 14 cm de largo y con un peso alrededor de 20 g. La especie tiene un plumaje brillante e inconfundible, con la cabeza de color amarillo anaranjado combinado con un anillo ocular claro; la espalda, cola y parte superior de las alas amarillo verdoso y las partes inferiores doradas. Las patas y el pico son naranjas. El plumaje de ambos sexos es similar, por lo que los machos solo pueden diferenciarse de las hembras examinándolos de cerca ya que tienen las alas más largas que las hembras. Los juveniles tienen un plumaje parecido aunque algo más apagado que el de los adultos, con manchas parduzcas en la cara y cuello y el pecho salpicado de listas pardoamarillentas. Los juveniles además tienen los picos oscuros y las piernas color crema.
El anteojitos dorados realiza varios tipos de llamadas. Su canto es un gorjeo largo y ronco. Además la especie emite llamadas roncas más cortas y silbidos cuando está en bandada o en vuelo. Los pollos dan silbidos lastimeros cuando piden alimento a los adultos.

## Comportamiento
Como los demás anteojitos, el anteojitos dorado es diurno. A diferencia del anteojitos embridado, que busca alimento en grupos y no es territorial, el anteojitos dorado se encuentran en parejas o pequeños grupos familiares compuestos por la pareja reproductora y los jóvenes que acaban de dejar el nido. Además el anteojitos dorado es territorial, y las parejas cantarán durante todo el día en respuesta al canto de las parejas vecinas. Los grupos se pueden volver agresivos si se encuentran con otros. El anteojitos dorado también se muestra agresivo con el más pequeño anteojitos embridado, lo ahuyenta de los lugares con comida y las perchas y ataca a sus bandadas para dispersaras. Cuando persigue a otros pájaros de bosque es menos agresivo con ellos, y de hecho el cola de abanico rufo busca al anteojitos dorado, y lo sigue para alimentarse detrás de él para atrapar los insectos que este espanta. El anteojitos dorado se impone socialmente sobre los anteojitos embridados y los colas de abanico rufos, pero se subordina al mielero de Micronesia y es perseguido por esta especie. También es perseguido ocasionalmente por los colas de abanico si se acerca demasiado a sus nidos.

### Alimentación

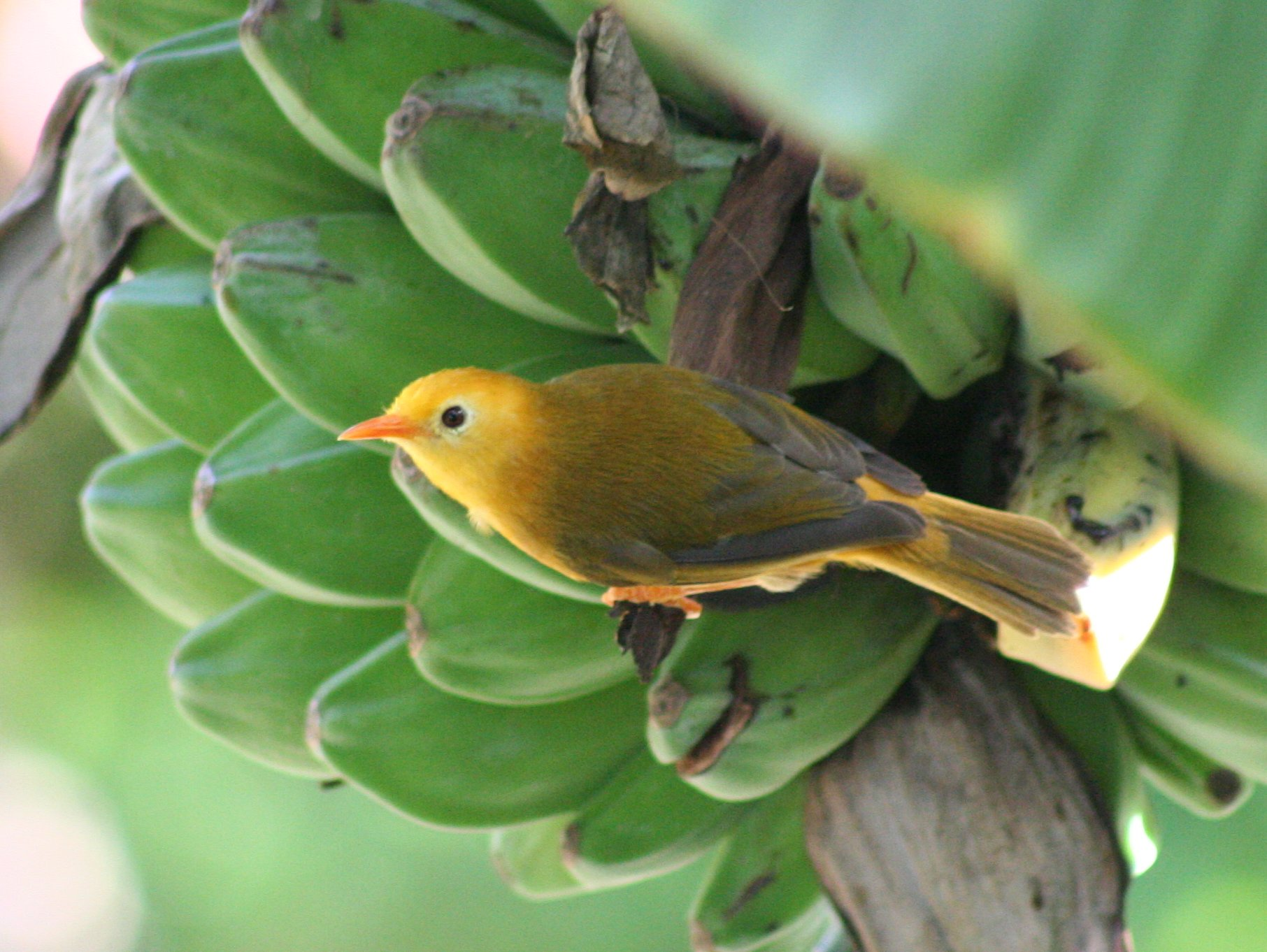
Alimentándose de plátanos.

El anteojitos dorado es un generalista, que se alimenta principalmente de frutos e insectos. El néctar también forma parte de su dieta, y junto al mielero de Micronesia y el anteojitos embridado, es polinizador de algunos árboles, aunque no tan importante como estas especies. Atrapa los insectos tanto posados sobre la corteza de los árboles como en vuelo. Prefieren algunas especies de árboles para buscar alimento. El que más les gusta es el árbol común en los bosques Cynometra ramifolia y lo usan más que la Guamia mariannae que es igualmente común. Su espectro alimenticio se solapa considerablemente con el del anteojitos embridado, pero la dieta del anteojitos dorado es más generalista. En cierta medida hay una repartición de nichos, con los anteojitos embridados (y los mieleros de Micronesia) alimentándose principalmente en las copas de los árboles, y el anteojitos dorado tanto en las copas como en el sotobosque. Comparte el sotobosque con el cola de abanico rufo, que tiene una técnica de alimentación diferente. Hay un reparto a menor escala adicional. El anteojitos dorado muestra diferencias en las preferencias del microhábitat para conseguir insectos, por ejemplo, prefiere las hojas muertas y las ramas, mientras que el anteojitos embridado prefiere atrapar insectos de las hojas vivas. Es el más generalista de todos los pájaros de bosque presentes en Saipán. Se ha sugerido que esa versatilidad en su dieta y técnicas alimenticias es una adaptación a las grandes alteraciones que pueden ocasionar los tifones en los bosques.

### Reproducción
La cría tiene lugar durante todo el año en Saipán, donde se ha estudiado el comportamiento de anidación de la especie. El periodo de cumbre de cría parece estar entre marzo y julio. La especie es monógama. El nido es un cuenco sencillo trenzado con agujas de casuarina, hierba y lianas. Está situado a unos 2,9 m del suelo(entre el 1,5 y los 6,5 m) en las ramas de varios tipos de árboles, entre los que se incluyen miembros de los géneros Casuarina, Guamia, Cynometra, Leucaena y Citrus. Los nidos sufren la depredación de otras especies de aves, especialmente de los estorninos de Micronesias y los alciones acollarados. Además, se ha detectado que una especie introducida, el escinco arbóreo verde, también depreda sobre sus nidos.
La puesta típica consta de dos huevos, de 20,3 × 15,1 mm de media, que son de color verde azulado claro con motas rojas o marrones concentradas principalmente en extremo más ancho. Ambos sexos comparten las tareas de incubación, con turnos de cada progenitor de unos veinticinco minutos hasta que es relevado por el otro. Esta especie es extremadamente territorial alrededor del nido, y ahuyenta a los demás pájaros, como los anteojitos embridados, colas de abanico rufos, y otros anteojitos dorados. La puesta tarda unas dos semanas en eclosionar. Los polluelos son altriciales, en otras palabras nacen desnudos y desvalidos, ambos progenitores también comparten las tareas de alimentación y brooding, y se llevan los sacos fecales de los pollos para mantener el nido limpio. La dieta de los pollos está compuesta casi exclusivamente por insectos y orugas. Los pollos dejan el nido entre los diez y los catorce días tras la eclosión. Tras el abandono del nido pueden permanecer con sus padres por un tiempo formando pequeños grupos familiares.

## Amenazas y conservación

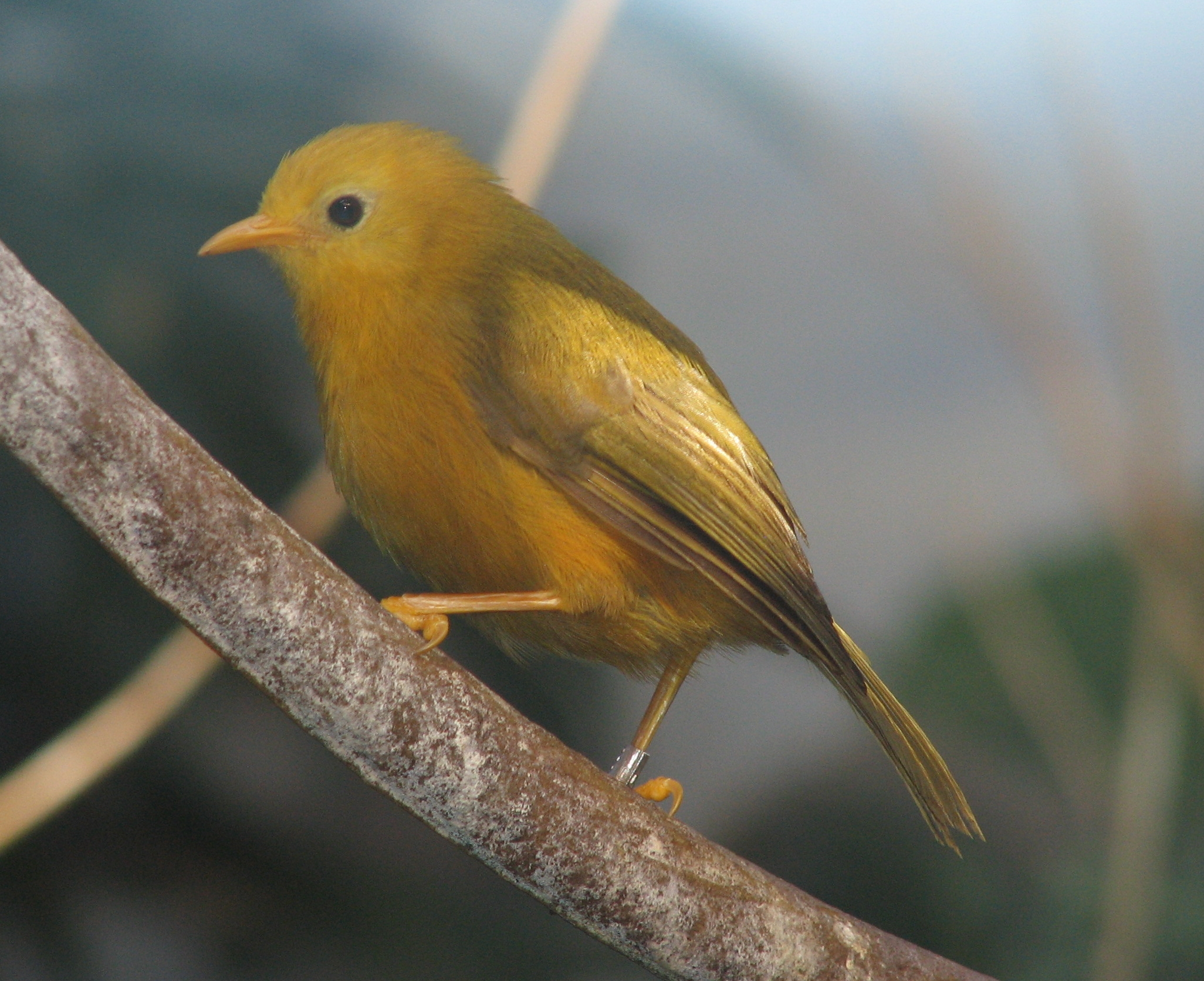
Se está intentando la reproducción en cautividad en algunos zoos para salvaguardar el futuro de esta especie.

El área de distribución del anteojitos dorado se ha reducido considerablemente desde la llegada de los humanos a as islas Marianas. Se han encontrado huesos fósiles de esta especie en las cercanas islas de Tinian y Rota, y quizá alguna vez ocupara Guam y otras islas de las Marianas.
Actualmente el anteojitos dorado es muy común, de hecho un estudio de 1996 descubrió que sus densidades en Saipán estaban entre las más altas de todas las aves, hasta 2.095 aves/km². Se cree que esa el la máxima población de este anteojito que Saipán puede sustentar. Un estudio de 2009, que incorpora censos hasta 2007, muestra que a especie ha estado en declive entre 1982 y 2007, al igual que otras dos especies de Saipán, el cola de abanico rufo y el carricero ruiseñor. Las tres especies son insectívoras y se cree que han disminuido a causa de la pérdida de hábitat. Sin embargo la especie sigue siendo relativamente abundante, y la población total se estima en unas 71.997 aves.
A pesar de ello la especie ha sido catalogada como en especie en peligro crítico de extinción por la IUCN porque se espera que su población descienda rápidamente. La principal amenaza para esta especie es la serpiente arbórea marrón, originaria de Australia, Nueva Guinea y las islas Salomon, que ha exterminado a las doce especies de aves terrestres de la vecina Guam tras su introducción accidental. La serpiente ha llegado recientemente a Saipán, una de las dos islas que componen el área de distribución del anteojitos dorado, y que contiene a la mayor parte de la población de la especie. El aislamiento de Aguijan hace improbable allí la introducción de la serpiente arbórea marrón, pero su pequeña población es vulnerable porque la isa solo tiene 718 ha y el paso directo de un tifón podría exterminarla. Se están realizando programas de cría en cautividad y de control de las serpientes en Saipán. Seis zoos recibieron ejemplares de esta especie y se esperaba que la cría en cautividad empezara en 2011. Aunque los éxitos reproductivos llegaron antes y las primeras aves en cautividad criaron en 2009 en el zoo de Carolina del Norte. Las aves procedentes de la cría en cautividad se introducirán en nuevas islas. Además se está planeando el traslado de cincuenta ejemplares de Saipán a la isla de Sarigan, una isla reserva libre de depredadores, para contribuir a salvar la especie.